# Yassine Benzia
Yassine Benzia (født 8. september 1994 i Saint-Aubin-lès-Elbeuf, Frankrig) er en fransk/algiersk fodboldspiller, der spiller som angriber for Lille.

## Ungdomskarriere
Benzia spillede i adskillige klubber som ungdomsspiller. Han startede med at spille fodbold i 2000.
Benzia spillede 2 år for Lyons ungdomshold, indtil han permanent blev rykket op på senior truppen i 2012.

## Klubkarriere

### Olympique Lyon
Træner Rémi Garde rykkede Benzia op på førsteholdstruppen i 2012. Men allerede den 27. oktober 2011 havde Benzia underskrevet sin første professionelle kontrakt med klubben. Benzia fik rygnummer 25.
Den 20. maj 2012 fik Benzia sin debut for Lyon imod OGC Nice i ligaen. Dette var også hans ligadebut.

## Landshold
Benzia spiller desuden for Algeriets landshold. Han har derudover spillet for U16, U17, U18 og U19 landsholdende i Frankrig. Med U17 landsholdet spillede han bl.a. U/17 VM i fodbold i 2011.